# Ledanca
Ledanca ist ein Ort und eine Gemeinde (municipio) mit 99 Einwohnern (Stand: 2024) im Südwesten der Provinz Guadalajara in der Autonomen Gemeinschaft Kastilien-La Mancha. Neben dem Hauptort Ledanca gehört die Ortschaft Valfermoso de las Monjas zur Gemeinde. 

## Lage und Klima
Ledanca liegt in einer Höhe von ca. 925 m in der Kulturlandschaft der Alcarria. Die Entfernung zur südwestlich gelegenen Provinzhauptstadt Guadalajara beträgt ca. 34 Kilometer (Fahrtstrecke). Durch die Gemeinde führt die Autovía A-3. Das Klima ist gemäßigt bis warm; Regen (569 mm/Jahr) fällt übers Jahr verteilt.

## Bevölkerungsentwicklung
| Jahr      | 1970 | 1981 | 1991 | 2001 | 2011 | 2021 |
| Einwohner | 366  | 232  | 188  | 111  | 111  | 113  |

## Sehenswürdigkeiten

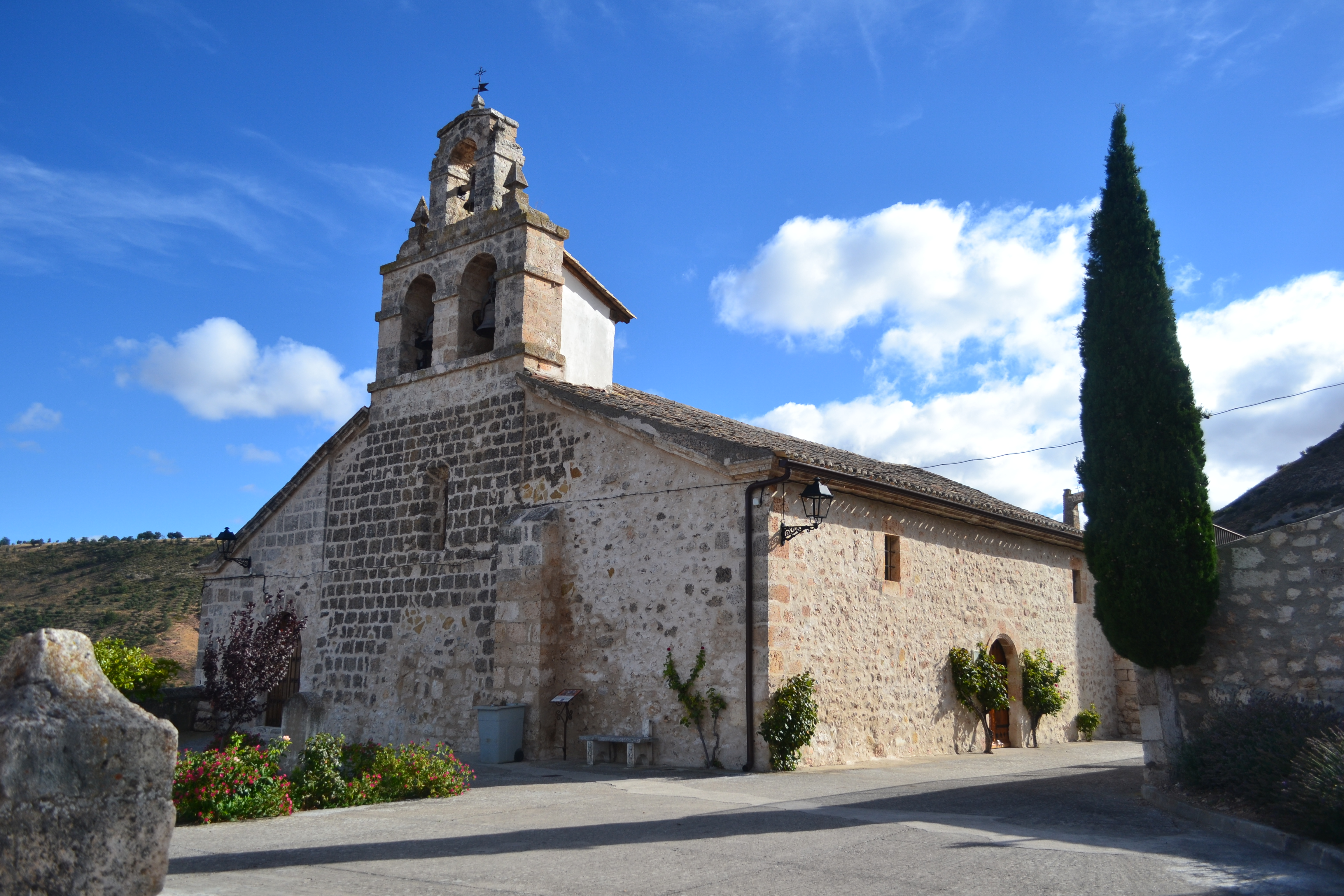
Kirche Mariä Himmelfahrt
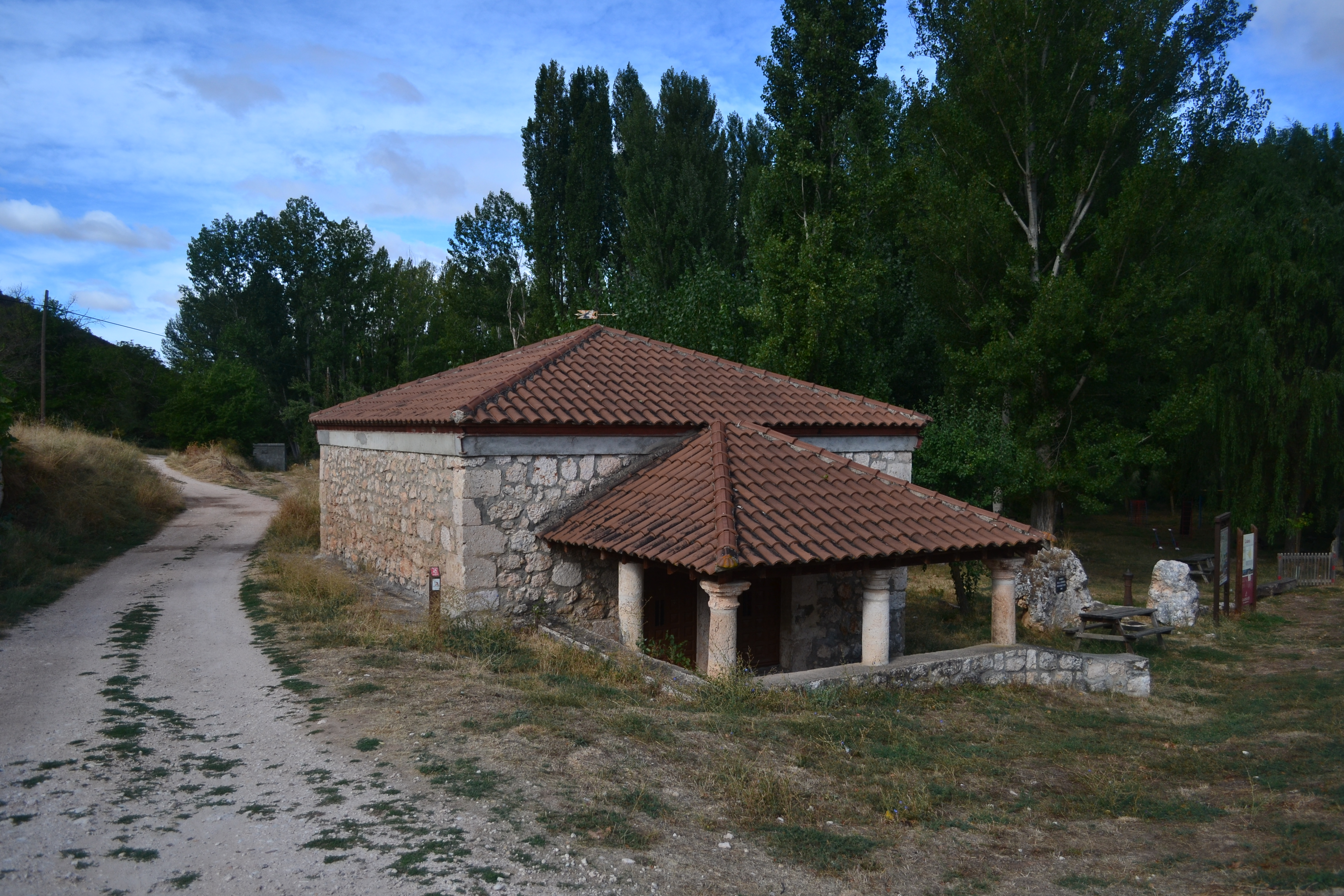
Kapelle
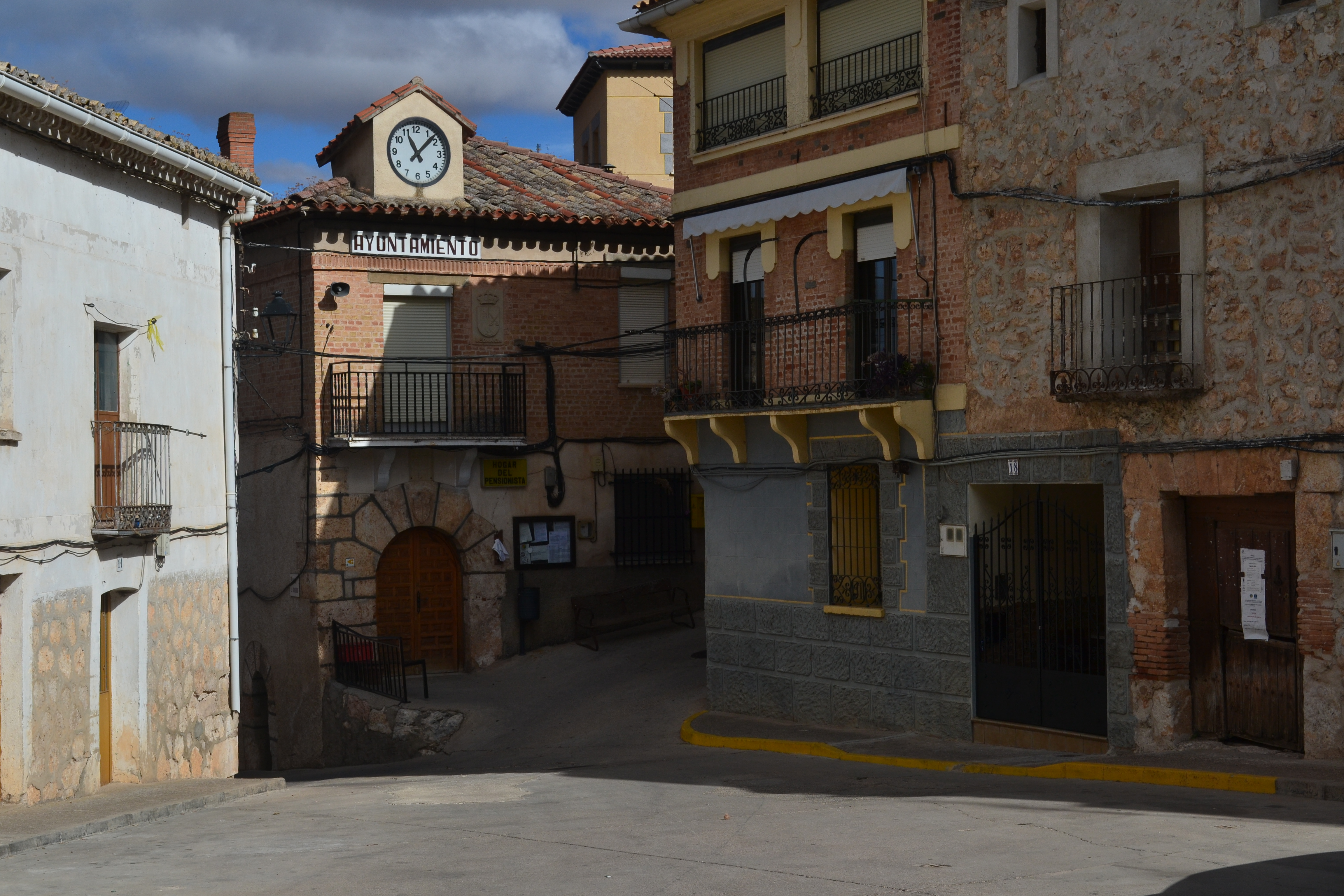
Rathaus

- Kirche Mariä Himmelfahrt
- Kapelle
- Rathaus